# LiquidFeedback
LiquidFeedback ist eine freie Software zur Unterstützung politischer Meinungsbildungsprozesse und anschließender Entscheidungsfindung, die im Umfeld der Piratenpartei entwickelt und eingesetzt wurde. Ein wichtiges Merkmal ist die Umsetzung des Liquid-Democracy-Ansatzes, die eine neue Form der politischen Repräsentation und Mitsprache etablieren soll. Die Grenzen zwischen repräsentativer und direkter Demokratie sind hierbei fließend konzipiert.

## Grundidee
LiquidFeedback ist ursprünglich als Hilfe für Parteien, Vereine und Initiativen gedacht, die das Internet zur Meinungsbildung und/oder Entscheidungsfindung nutzen wollen.
Ziel ist es, anderen Internetmedien innewohnende strukturelle Probleme (z. B. unfaire Behandlung von Minderheiten oder mangelnde Skalierbarkeit) mittels eines strukturierten Diskurses zu lösen und dabei einen Meinungsbildungsprozess zu gewährleisten, bei dem alle Teilnehmer möglichst gleichberechtigt werden, und der Gesamtprozess trotz großer Teilnehmerzahlen handhabbar und effektiv bleibt.
Zum einen greift LiquidFeedback hierzu auf den themenbezogenen Einsatz der transitiven Stimmrechtsübertragung (Liquid Democracy) zurück, zum anderen beinhaltet LiquidFeedback einen speziellen Antragsentwicklungsprozess, der über die Konzepte der Liquid Democracy hinausgeht. Hierbei wird seitens der Software bewusst auf den Einsatz einer Antragskommission oder die Ernennung von privilegierten Moderatoren verzichtet. Stattdessen moderieren die Teilnehmer kollektiv. Dies wird unter anderem durch eine spezielle Ablaufsteuerung sowie Sortieralgorithmen ermöglicht, die Benutzerbeiträge anhand ihrer Unterstützer so sortieren sollen, dass eine Repräsentation von Minderheitenmeinungen gewährleistet wird, ohne dass hierbei laute Minderheiten eine dominante Stellung einnehmen können.

## Benutzung
Wesentliches Funktionsmerkmal von LiquidFeedback ist das Einbringen von Textvorschlägen, über die später abgestimmt werden soll. Hierbei muss der Benutzer zunächst einen geeigneten Themenbereich auswählen und entscheiden, ob der Textvorschlag (Initiative genannt) ein neues Thema bilden soll oder als Alternativvorschlag zu einer Initiative eines bereits existierenden Themas eingestellt wird. Im Falle der Eröffnung eines neuen Themas ist je nach Zielsetzung des Initiators ein zu verwendendes Regelwerk auszuwählen, welches Fristen und Quoren sowie die Bedeutung einer erfolgreichen Abstimmung vorgibt.
Regelwerke werden vom Betreiber der jeweiligen Softwareinstallation vorgegeben. Beispiele hierfür sind:
- Satzungsänderung
- Antrag an die Mitgliederversammlung
- Meinungsbild für Vorstandsbeschlüsse
- Schnellumfrage

Themen und die darin enthaltenen, zueinander in Konkurrenz stehenden Initiativen durchlaufen gemeinsam folgende Phasen:
- Zulassung[7] (in früheren Softwareversionen: „Neu“[8])
- in Diskussion
- Überprüfung[7] (in früheren Softwareversionen: „Eingefroren“[8])
- Abstimmung
- Abgeschlossen bzw. Abgebrochen

Solange sich ein Thema in den Phasen „Zulassung“, „in Diskussion“ oder „Überprüfung“ befindet, können Teilnehmer des Systems jeweils eine oder mehrere Initiativen eines Themas unterstützen. Befindet sich ein Thema im Zustand „Zulassung“, so muss zunächst eine Initiative einen durch das Regelwerk bestimmten Anteil von Unterstützerstimmen auf sich vereinigen. Geschieht dies innerhalb einer durch das Regelwerk vorgegebenen Frist, gelangt das Thema „in Diskussion“. Andernfalls wird das Thema abgebrochen.
Während ein Thema in der Phase „Zulassung“ oder „in Diskussion“ ist, ist es den Initiatoren der Initiative möglich, ihren Textvorschlag durch Änderungen zu verbessern. Unterstützer der Initiative können Anregungen zur Initiative vermerken oder ihre Unterstützung an die Umsetzung bestimmter Verbesserungsvorschläge koppeln. Nach einer vorgegebenen Frist geht das Thema von der Diskussionsphase in den Zustand „Überprüfung“ über. Diese Phase dient der Verhinderung von Textänderungen kurz vor der Abstimmung, da mit dem Einfrieren Änderungen an der Initiative unterbunden werden. Nach Verstreichen einer weiteren Frist geht das Thema in die Phase „Abstimmung“.
Lediglich Initiativen, die ein zweites Quorum an Unterstützerstimmen auf sich vereinigen konnten, stehen am Ende zur Abstimmung. Die Höhe des zweiten Unterstützerquorums ergibt sich ebenfalls aus dem verwendeten Regelwerk. Die Abstimmung geschieht mittels eines Präferenzwahlverfahrens auf Basis der Schulze-Methode.
Grundsätzlich lässt sich bei all diesen Abläufen das eigene Stimmgewicht an andere Teilnehmer delegieren. Genutzt werden können erteilte Delegationen jedoch nur, wenn man selbst in einem Thema nicht aktiv ist. Erteilte Delegationen lassen sich jederzeit widerrufen.
Die Systemdaten von LiquidFeedback sind für die Nutzer zwecks der Überprüfbarkeit stets zugänglich, nur die Daten laufender Abstimmungen werden verborgen, mit der Absicht taktisches Wählen zu vermeiden. Siehe auch: Arrow-Theorem und Gibbard-Satterthwaite-Theorem

## Repräsentation von Minderheiten
LiquidFeedback verfügt über diverse Mechanismen zur Repräsentation von Minderheiten. Obwohl Abstimmungen schlussendlich dem demokratischen Mehrheitsprinzip folgen, ermöglicht die Software
- Minderheiten und sogar Einzelpersonen, ihre Standpunkte zu präsentieren,[3][6]
- Minderheiten, die eine gewisse Größe erreicht haben, ihre Standpunkte zur Abstimmung zu stellen.[3]

Hierbei werden die Beiträge so sortiert, dass eine proportionale Repräsentation der Minderheiten sicherstellt wird. Je nach Einbindung der Software ist es Minderheiten so möglich, ihre Standpunkte direkt auf oberster Ebene einer Organisation zur Diskussion zu bringen.

## Technik
Das Frontend von LiquidFeedback ist in Lua geschrieben, das Backend ist ein PostgreSQL Server, wobei PL/pgSQL zur prozeduralen Programmierung der Datenbank eingesetzt wird. Beide Teile werden von der Public Software Group e. V. entwickelt und stehen unter der MIT-Lizenz.
Für LiquidFeedback steht eine experimentelle API zur Verfügung, mit der externe Programme auf die Installation zugreifen können und so zusätzliche Dienste anbieten können.

## Anwendungsbereiche
Ursprünglich wurde LiquidFeedback als Instrument für Organisationen und Parteien geplant.
Während die Entwickler einen verbindlichen Einsatz innerhalb von politischen Parteien für sinnvoll erachten, schließen sie einen Einsatz von LiquidFeedback (sowie jeglicher Onlineverfahren) in der Legislative aus, soweit dieser über die Verwendung Vorbereitung von Referenda hinausgeht oder es sich um einen zusätzlichen Kanal zwischen Bürgern und Legislative bzw. Verwaltung handelt.

## Geschichte

### Entwicklung
LiquidFeedback wurde ab Oktober 2009 von Jan Behrens, Axel Kistner, Andreas Nitsche und Björn Swierczek entwickelt. Die Veröffentlichung erfolgt durch den Public Software Group e. V. Am 15. April 2010 wurde die erste stabile Version 1.0.0 des Backends veröffentlicht.

#### Version 2.0
LiquidFeedback wurde in den folgenden Jahren stetig weiterentwickelt. Am 29. Juni 2012 veröffentlichte die Public Software Group mit der Version 2.0 eine gänzlich überarbeitete Benutzeroberfläche.

#### Version 2.2 mit proportionaler Repräsentation von Minderheiten
Mit LiquidFeedback Version 2.2, welche am 10. März 2013 veröffentlicht wurde, wurde der Software ein Mechanismus zur Sortierung von Minderheitspositionen hinzugefügt. Der als Harmonic Weighting bezeichnete Algorithmus soll laut Angaben der Entwickler sicherstellen, dass Minderheitenmeinungen auch dann angemessen dargestellt werden, wenn sehr viele Anträge im System gestellt wurden.
Die Version 2.2.1, veröffentlicht am 18. März 2013, ergänzte einen weiteren Sortieralgorithmus, der ebenfalls die Darstellung von Minderheitsmeinungen verbessern soll.

#### Version 3.0 und Buchveröffentlichung
Der nächste große Versionssprung auf die Versionsnummer 3.0 fand am 31. Januar 2014 statt, und beinhaltete erneut eine Überarbeitung der Benutzerführung. Die neue Software wurde gemeinsam mit dem von den Entwicklern der Software, Jan Behrens, Axel Kistner, Andreas Nitsche und Björn Swierczek, zeitgleich veröffentlichten Buch „The Principles of LiquidFeedback“ in Den Haag vorgestellt. In dem englischsprachigen Buch erläutern die Entwickler die Prinzipien und Verfahrensweisen der Software.
Zwei Monate später folgte mit Version 3.0.1 eine Anpassung des Stimmenauszählungsverfahrens, welches die Entwickler in ihrer Publikation The Liquid Democracy Journal begründeten.

#### Version 3.1
Die Version 3.1 der Software beinhaltet eine Schnittstelle zur Verbindung von LiquidFeedback mit Versionskontrollsystemen wie z. B. Git oder Mercurial. Die hierzu umgesetzten Konzepte wurden am 28. Juni 2015, die dazugehörige Software am 14. Dezember 2015 ebenfalls unter MIT-Lizenz veröffentlicht.

### Erster Einsatz in der Piratenpartei Berlin
Erstanwender war ab Januar 2010 die Piratenpartei Deutschland (Landesverband Berlin) zur innerparteilichen Meinungsbildung.
Die Satzung der Berliner Piraten regelt, dass die Organe gehalten sind, „das Liquid-Democracy-System zur Einholung von Empfehlungen zur Grundlage ihrer Beschlüsse zu nutzen und von diesen Empfehlungen abweichende Entscheidungen zu begründen“.

### Gründung des Interaktive Demokratie e. V.
Die Nutzung steht allen Parteien und Organisationen offen. Da das Interesse an Informationsveranstaltungen zu LiquidFeedback und anderen interaktiven Demokratieformen sehr groß ist, haben sich die Entwickler am 27. Juni 2010 entschieden, hierfür einen eigenen Verein Interaktive Demokratie e. V. zu gründen. Die Entwicklung von LiquidFeedback wird unverändert im Rahmen des Public Software Group e. V. fortgeführt.

### Weiterer Einsatz und Rezeption
LiquidFeedback wird in der deutschen Piratenpartei von den Landesverbänden Berlin (seit 2010), Mecklenburg-Vorpommern (seit 2012), Sachsen-Anhalt (seit 2012) und Saarland (seit 2013) eingesetzt. Die Piratenparteien Italien und Österreich nutzen LiquidFeedback seit 2011 bzw. 2012. Andere Parteien oder deren Untergliederungen setzen LiquidFeedback im Testbetrieb und zur Vorbereitung der Parteitage ein. Slow Food verwendet seit März 2012 ebenfalls LiquidFeedback. Ein erstes bekannt gewordenes Beispiel für den Einsatz in Unternehmen ist die Synaxon AG.
LiquidFeedback hat ein gewisses Medieninteresse hervorgerufen.
Von Seiten der Piratenpartei wurde die Hoffnung geäußert, dass man mit der Software die Probleme der Basisdemokratie (siehe Ehernes Gesetz der Oligarchie) besser lösen könne, als dies bei den anderen Parteien geschehen ist. Es wurde erwartet, dass das System Kompetenz statt Öffentlichkeitstauglichkeit belohnt. Zudem wurde die Resistenz des Systems gegen Störer („Trolle“) gepriesen, da nur konstruktive Rückmeldung möglich sein soll.
Im Juli 2012 beschloss der Kreistag des niedersächsischen Landkreises Friesland einstimmig, die Software als Plattform zur Bürgerbeteiligung ab November 2012 unter der Bezeichnung „LiquidFriesland“ zu nutzen. LiquidFriesland wurde im November 2012 in Betrieb genommen. Für LiquidFriesland wurde zusätzlich zu den Möglichkeiten einer Bottom-up-Kommunikation das Instrument der Top-down-Kommunikation in LiquidFeedback installiert, um die Akzeptanz von Vorhaben der Kreisverwaltung bei den Bürgern erkunden zu können.

### Datenschutzdebatte
Die Einführung von LiquidFeedback führte innerhalb der deutschen Piratenpartei zu Auseinandersetzungen.
Vor dem Hintergrund, dass die Software aus Gründen der Nachvollziehbarkeit bei elektronischen Abstimmungen das Konzept verfolgt, jede Aussage und jede Stimme auch nachträglich einer Person zuordnen zu können, gab es seitens einiger Parteimitglieder Einwände, der Datenschutz werde missachtet.
Da die Software für namentliche Abstimmungen ausgelegt ist, seien Rückschlüsse auf die jeweilige politische Meinung prinzipbedingt immer möglich und auch beabsichtigt, so die Befürworter; siehe auch: Namentliche Abstimmungen im Bundestag.
Die Piratenpartei entschied sich jedoch, das Abstimmungsverhalten ihrer Mitglieder mittels Pseudonymen zu verschleiern. Aufgrund dieses Gegensatzes zwischen pseudonymen Abstimmungen und demokratischen Prinzipien distanzierten sich die Entwickler vom Einsatz in der Piratenpartei. Die Piratenfraktion im Abgeordnetenhaus von Berlin teilte in einer Stellungnahme die Einschätzung der Entwickler.
2014 erklärte der Berliner Beauftragte für Datenschutz und Informationsfreiheit (Alexander Dix, vertreten durch einen Mitarbeiter) seine Haltung, dass nicht nur Wahlen, sondern auch andere Stimmabgaben innerhalb politischer Parteien geheimzuhalten seien. Die Entwickler von LiquidFeedback vertraten hingegen den Standpunkt, dass offene Abstimmungen über Sachfragen in politischen Parteien zulässig seien und das Parteiengesetz lediglich für bestimmte Personenwahlen eine geheime Abstimmung vorschreibe.